# Hans-Jürgen Veil
Hans-Jürgen Veil, född den 2 december 1946 i Ludwigshafen, Tyskland, är en västtysk brottare som tog OS-silver i bantamviktsbrottning i den grekisk-romerska klassen 1972 i München. 